# Leptochela robusta
Leptochela robusta är en kräftdjursart som beskrevs av William Stimpson 1860. Leptochela robusta ingår i släktet Leptochela och familjen Pasiphaeidae. Inga underarter finns listade i Catalogue of Life.